# Isole Fox
Le isole Fox sono un gruppo di isole che si trovano nella parte orientale dell'arcipelago delle Aleutine e appartengono all'Alaska (USA). Si trovano ad est delle isole Four Mountains e sono le più vicine al continente americano. Le più grandi del gruppo (in ordine da ovest ad est) sono: 
- Umnak
- Unalaska
- Amaknak
- Akutan
- Akun
- Unimak
- Sanak

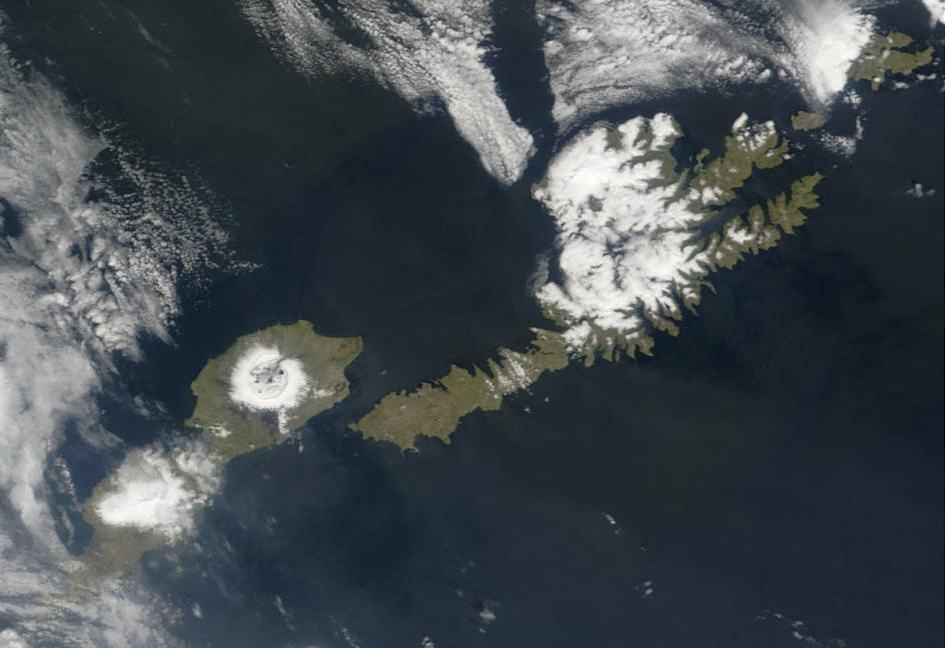
Veduta satellitare delle isole Umnak e Unalaska

Le isole Akun e Akutan sono comprese nel sottogruppo delle Krenitzin. 
Ci sono inoltre altre piccole isole: Adugak, Egg, Pancake Rock, Poa, Samalga, Sedanka e Wislow.
Le isole sono difficilmente navigabili per la costante presenza di nebbia e le impervie scogliere.

## Storia
Abitate dagli aleuti per secoli, insieme alle altre isole Aleutine, sono state visitate per la prima volta dagli europei nel 1741, quando il navigatore danese Vitus Bering esplorò quei territori, su commissione della marina russa, alla ricerca di nuove fonti per i cacciatori di pellicce.
Il nome isole Fox è la traduzione inglese del russo ostrova Lis'i (острова Лисьи) come le avevano chiamate i commercianti di pellicce russi nel XVIII sec.
Il 7 marzo 1929 si verificò un terremoto di magnitudo 7,8 della scala Richter. Un'altra forte scossa di magnitudo 7,1 è stata registrata il 9 marzo 1957.

## Curiosità
In un'isola fittizia delle isole Fox, denominata Shadow Moses, la casa produttrice di videogiochi giapponese Konami ha ambientato uno dei suoi videogiochi più famosi, Metal Gear Solid.